# 山缬草
山缬草（学名：Valerian Montana）是忍冬科缬草属的一种开花植物。它原产于欧洲山区，从西班牙中东部，意大利南部，阿尔卑斯山，巴尔干半岛一直到喀尔巴阡山脉东部，可从商业供应商处获得。